# 叶芽鼠耳芥
叶芽鼠耳芥（学名：Arabidopsis halleri subsp. gemmifera）为十字花科鼠耳芥属下的一个亚种。

## 扩展阅读
- 維基物種上的相關：叶芽南芥